# Кружилин, Иван Пантелеевич
Ива́н Пантеле́евич Кружи́лин (род. 9 октября 1930, хутор Максаевский) — советский учёный, академик ВАСХНИЛ — РАСХН, доктор сельскохозяйственных наук, профессор (1984).

## Биография

### Ранние годы
Иван Кружилин родился 9 октября 1930 года в Хуторе Максаевский Ростовской области. Во время учёбы в Новочеркасском инженерно-мелиоративном институте подрабатывал лаборантом, после окончания в 1954 году стал аспирантом, позднее ассистентом кафедры сельскохозяйственной мелиорации.

### Научная деятельность
В 1960 году Кружилин стал доцентом кафедры сельскохозяйственной мелиорации и был назначен начальником Персиановской опытно-мелиоративной станции. В 1964 году был переведён на должность декана заочного факультета. В 1971—1977 годах занимал должность проректора по повышению квалификации, после — заведующего кафедрой сельскохозяйственной мелиорации и геодезии Волгоградского сельскохозяйственного института. С 1982 года был директором Всероссийского НИИ орошаемого земледелия. В 1983 году Кружилин защитил докторскую диссертацию, в 1984 стал профессором кафедры сельскохозяйственной мелиорации и геодезии. После 2002 года является ведущим сотрудником ВНИИОЗ.

## Публикации
- И. Кружилин. Оросительные системы и их эксплуатация. — Колос, 1978. — 229 с.
- И. Кружилин. Мелиорация и использование орошаемых земель степной зоны. — Агропромиздат, 1988. — 240 с.
- И. Кружилин. Орошаемое земледелие в агроландшафтах степей. — ВНИИОЗ, 1994. — 206 с.
- И. Кружилин. Суданская трава на орошаемых землях России. — Комитет по печати, 1997. — 141 с.

## Награды
- Заслуженный деятель науки Российской Федерации (26 ноября 1994) — за заслуги в научной деятельности[1][2][3]
- Орден «Знак Почёта» (1976)[2]
- Орден Почёта (2001)[2]
- Медаль «100-летие Ленина» (1970)[3]
- Медаль «За трудовую доблесть»[3]

Также И. П. Кружилин с 1990 года является академиком РАСХН (до 1992 года — ВАСХНИЛ), с 1994 — Нью-Йоркской Академии наук. Американский биографический институт наградил его Международным Дипломом общественного признания и Медалью Чести, а в 1997, 1998 и 2001 годах признал человеком года. Международный биографический центр в 2002 году включил его в список 1000 крупнейших учёных мира.